# João Vieira Tovar e Albuquerque
João Vieira Tovar e Albuquerque  (Molelos, 24 de abril de 1783 — Lisboa, 11 de maio de 1858) foi um militar e político português.

## Vida
Filho de Jerónimo Vieira da Silva de Tovar, e de sua mulher Margarida Josefa de Albuquerque Melo e Cáceres (nascida em 22 de Março de 1743 na Casa da Ínsua, em Penalva do Castelo, filha de Francisco de Albuquerque e Castro, Fidalgo da Casa Real, Comendador da Ordem de Cristo, e senhor da Casa da Ínsua e de sua mulher Isabel Antónia de Melo e Cárceres), irmão de Francisco de Paula Vieira da Silva Tovar. 
Participou nas Guerras Peninsulares onde se distinguiu, sendo condecorado com a Cruz nº3 das Guerras Peninsulares.
Ofereceu-se como voluntário para a campanha do Rio da Prata, embarcando para o Rio de Janeiro na Divisão dos Voluntários Reais comandada pelo General Lecor, era Tenente-Coronel e Comandava o 2º Corpo de Cavalaria.
Na campanha militar do Rio da Prata e ocupação do Uraguai, perdeu um braço na batalha da Índia Morta . Foi depois enviado como Comandante do depósito de feridos que se estabeleceu em Santa Catarina[3]. Pelas acções valentes que teve nesta campanha foi agraciado com a Estrela de Ouro.
Foi nomeado governador da Capitania de Santa Catarina, assumindo o governo em 14 de Julho de 1817. No tempo do seu governo as estradas da província foram muito melhoradas
Criou em 1818 a estância termal das Caldas da Imperatriz no Rio Cubatão, que são consideradas a primeira estância termal brasileira e nele instalou um hospital termal.
Estava no Rio de Janeiro em 26 de Fevereiro de 1821 quando se deu a revolução liberal no Brasil apoiando as Cortes de Portugal. Parte de imediato para Santa Catarina onde conteve a revolta e evitou maiores tumultos, dispondo apenas de um regimento com oficiais portugueses, e sendo os restantes regimentos ocupados por oficiais brasileiros.
Regressou ao Rio de Janeiro onde chegou em 9 de Maio. A família Real já tinha partido para Lisboa em 27 de Abril. Foi exonerado por D. Pedro em 20 de Julho de 1821.
Regressou então a Portugal onde foi agraciado com o título de Cavaleiro das Ordens de Cristo e da Torre e Espada (CvTE), em 11 de maio de 1825.
Aderiu à fação miguelista e foi incorporado no exército de D. Miguel. Em Julho de 1828 está em Lamego.  Já no posto de Tenente-General é nomeado Governador de Abrantes onde esteve de 1831 a 1834; Tendo saído daí para Évora-Monte. Após a derrota militar de D. Miguel, retira-se para a Casa de Molelos.
Pouco tempo depois é muito incomodado pelas hostes liberais vitoriosas, vê-se obrigado a sair para o exilio, juntamente com seu sobrinho Diogo (filho de Josefa Margaria e de Manuel Barata).
Regressado do exilio depois de 1842, e da amnistia do governo Costa Cabral, é readmitido no exército, como Brigadeiro reformado, em 19 de Janeiro de 1852.
Faleceu em Lisboa em 11 de Maio de 1858.
Teve uma filha enquanto foi governador em Santa Catarina, de nome Carolina Rosa de Tovar e Albuquerque, nasceu em São Miguel da Terra Firme em 18 de Janeiro de 1818. O pai antes de regressar a Portugal comprou uma Fazenda em Santana para ela. Foi criada por Francisco de Oliveira Camacho Júnior. Casou com o Major Crispim Gomes de Oliveira, filho do Capitão Salvador Gomes de Oliveira e de Rita Clara de Miranda. Tiveram muita descendência alguns dos quais ainda usam o apelido Tovar.

## Carreira Militar
Foi nomeado em 1817 para governar a capitania de Santa Catarina, assumindo o governo em 14 de julho de 1817, permanecendo no cargo até 20 de julho de 1821.
Foi Cavaleiro da Ordem Militar da Torre e Espada, do Valor, Lealdade e Mérito.
Foi reformado como brigadeiro, em 19 de janeiro de 1852.